# Ingrid Neel
Ingrid Neel (ur. 16 czerwca 1998 w Oyster Bay) – amerykańsko-estońska tenisistka.

## Kariera tenisowa
W zawodach cyklu WTA Tour Amerykanka wygrała jeden turniej w grze podwójnej. W karierze wygrała też dwa turnieje singlowe i czternaście deblowych rangi ITF. 8 czerwca 2015 zajmowała najwyższe miejsce w rankingu singlowym WTA Tour – 501. pozycję, natomiast 6 maja 2024 osiągnęła najwyższą lokatę w deblu – 33. miejsce.
W 2015 roku podczas US Open zadebiutowała w zawodach wielkoszlemowych, osiągając drugą rundę w turnieju gry podwójnej.
W sezonie 2021 zwyciężyła w zawodach w Bogocie. Razem z Elixane Lechemią pokonały w meczu mistrzowskim Mihaelę Buzărnescu i Annę-Lenę Friedsam wynikiem 6:3, 6:4.
W 2023 roku triumfowała w rozgrywkach deblowych w Nottingham. Wspólnie z Ulrikke Eikeri pokonały w finale Harriet Dart i Heather Watson 7:6(6), 5:7, 10–8. Oprócz tego odniosła w tym sezonie dwa zwycięstwa turniejowe w grze podwójnej w zawodach cyklu WTA 125.

## Finały turniejów WTA
| Legenda                   | Legenda |
| ------------------------- | ------- |
| Wielki Szlem              |         |
| Igrzyska olimpijskie      |         |
| WTA Tour Championships    |         |
| od 2021                   |         |
| WTA 1000 (obowiązkowe)    |         |
| WTA 1000 (nieobowiązkowe) |         |
| WTA 500                   |         |
| WTA 250                   |         |
| WTA 125                   |         |

### Gra podwójna 5 (4–1)
| Końcowy wynik | Nr | Data             | Turniej          | Nawierzchnia   | Partnerka        | Przeciwniczki                          | Wynik finału      |
| ------------- | -- | ---------------- | ---------------- | -------------- | ---------------- | -------------------------------------- | ----------------- |
| Zwyciężczyni  | 1. | 10 kwietnia 2021 | Bogota           | Ceglana        | Elixane Lechemia | Mihaela Buzărnescu Anna-Lena Friedsam  | 6:3, 6:4          |
| Zwyciężczyni  | 2. | 18 czerwca 2023  | Nottingham       | Trawiasta      | Ulrikke Eikeri   | Harriet Dart Heather Watson            | 7:6(6), 5:7, 10–8 |
| Zwyciężczyni  | 3. | 30 września 2023 | Tokio            | Twarda         | Ulrikke Eikeri   | Eri Hozumi Makoto Ninomiya             | 3:6, 7:5, 10–5    |
| Finalistka    | 1. | 21 kwietnia 2024 | Stuttgart        | Ceglana (hala) | Ulrikke Eikeri   | Chan Hao-ching Wieronika Kudiermietowa | 6:4, 3:6, 2–10    |
| Zwyciężczyni  | 4. | 16 czerwca 2024  | ’s-Hertogenbosch | Trawiasta      | Bibiane Schoofs  | Tereza Mihalíková Olivia Nicholls      | 7:6(6), 6:3       |

## Finały turniejów WTA 125

### Gra podwójna 3 (3–0)
| Końcowy wynik | Nr | Data             | Turniej   | Nawierzchnia | Partnerka      | Przeciwniczki                    | Wynik finału   |
| ------------- | -- | ---------------- | --------- | ------------ | -------------- | -------------------------------- | -------------- |
| Zwyciężczyni  | 1. | 21 maja 2023     | Florencja | Ceglana      | Vivian Heisen  | Asia Muhammad Giuliana Olmos     | 1:6, 6:2, 10–8 |
| Zwyciężczyni  | 2. | 11 czerwca 2023  | Makarska  | Ceglana      | Wu Fang-hsien  | Anna Sisková Renata Voráčová     | 6:3, 7:5       |
| Zwyciężczyni  | 3. | 27 sierpnia 2023 | Chicago   | Twarda       | Ulrikke Eikeri | Cristina Bucșa Aleksandra Panowa | walkower       |

## Wygrane turnieje rangi ITF
| turnieje z pulą nagród 100 000 $   |
| turnieje z pulą nagród 75/80 000 $ |
| turnieje z pulą nagród 50/60 000 $ |
| turnieje z pulą nagród 25 000 $    |
| turnieje z pulą nagród 15 000 $    |
| turnieje z pulą nagród 10 000 $    |

### Gra pojedyncza
|    | Data       | Turniej       | Naw.    | Przeciwniczka        | Wynik     |
| 1. | 28/09/2014 | Amelia Island | Ceglana | Edina Gallovits-Hall | 4:4 krecz |
| 2. | 12/06/2016 | Bethany Beach | Ceglana | Alexandra Mueller    | 6:3, 6:3  |

### Gra podwójna
|     | Data       | Turniej            | Naw.          | Partnerka           | Przeciwniczki                             | Wynik             |
| 1.  | 14/03/2015 | Gainesville        | Ceglana       | Fanny Stollár       | Sofia Kenin Marie Norris                  | 6:3, 6:3          |
| 2.  | 21/03/2015 | Orlando            | Ceglana       | Fanny Stollár       | Kateřina Kramperová Katerina Stewart      | 6:3, 7:6(4)       |
| 3.  | 23/01/2016 | Wesley Chapel      | Ceglana       | Natalja Wichlancewa | Nateła Dzałamidze Wieronika Kudiermietowa | 4:6, 7:6(4), 10–6 |
| 4.  | 07/02/2016 | Midland            | Twarda (hala) | Catherine Bellis    | Naomi Broady Shelby Rogers                | 6:2, 6:4          |
| 5.  | 04/06/2016 | Buffalo            | Ceglana       | Caroline Dolehide   | Sophie Chang Alexandra Mueller            | 5:7, 6:3, 10–6    |
| 6.  | 17/09/2016 | Atlanta            | Twarda        | Luisa Stefani       | Alexandra Stevenson Taylor Townsend       | 4:6, 6:4, 10–5    |
| 7.  | 06/11/2016 | Scottsdale         | Twarda        | Taylor Townsend     | Samantha Crawford Melanie Oudin           | 6:4, 6:3          |
| 8.  | 12/10/2018 | Óbidos             | Dywanowa      | Michaëlla Krajicek  | Cristina Bucșa Diāna Marcinkēviča         | 6:2, 6:2          |
| 9.  | 06/04/2019 | Palm Harbor        | Ceglana       | Quinn Gleason       | Akgul Amanmuradova Lizette Cabrera        | 5:7, 7:5, 10–8    |
| 10. | 05/10/2019 | Charleston         | Ceglana       | Anna Danilina       | Vladica Babić Caitlin Whoriskey           | 6:1, 6:1          |
| 11. | 12/10/2019 | Hilton Head Island | Ceglana       | Anna Danilina       | Katharine Fahey Elizabeth Halbauer        | 6:3, 6:2          |